# Álvaro Urbano
Álvaro Urbano (Madrid, 1983) es un artista contemporáneo español que vive y trabaja en Berlín. Su obra es conocida principalmente por su trabajo de instalación y escultura.
Álvaro Urbano es profesor en la École Nationale Supérieure des Beaux-Arts de París.

## Biografía
Álvaro Urbano creció en Madrid, España, ahí comenzó su carrera estudiando arquitectura de interiores en la ETSAM. Posteriormente se mudó a Nueva York donde comenzó a realizar incursiones artísticas, principalmente enfocadas en el performance. Urbano creaba distintas estructuras que utilizaba en su cuerpo para después realizar distintas acciones en la vía pública. Urbano se traslada a Berlín para estudiar arte en el Institut für Raumexperimente de la Universität der Künste, en una clase impartida por Olafur Eliasson. Urbano continúa trabajando en Berlín actualmente. En 2016 comenzó su labor como docente en la École Nationale Supérieure des Beaux-Arts de Paris.

## Trabajo y exposiciones
La obra de Urbano se caracteriza por la creación de instalaciones. El artista utiliza técnicas teatrales y cinematográficas para afectar la percepción del público, frecuentemente colabora con diseñadores de iluminación, escenógrafos e ingenieros de sonido para desarrollar estos ambientes inmersivos. Dentro de estos espacios Urbano incluye esculturas hiperrealistas que simulan plantas de diferentes tipos, objetos de uso diario o elementos arquitectónicos. En la siguiente entrevista, Álvaro Urbano explica:
Me gusta la idea de jugar con las apariencias llevando la técnica al límite de la simulación. El espectador se encuentra inmerso en un ambiente artificial, pero a la vez posee una sensación de naturalidad. Poner estos elementos disonantes en contacto crea fricciones entre lo real y lo ficticio, pero eventualmente se crea una historia propia y autónoma, que se mantiene en pie por sí misma.
Muchas de las instalaciones recientes de Urbano involucran la recreación de un espacio arquitectónico olvidado o destruido. Para la exposición individual El despertar, presentada en 2020 en La Casa Encendida, Madrid, Urbano recreó el Pabellón de los hexágonos, presentado por España en la Exposición Universal de Bruselas en 1958.
En 2023, Álvaro Urbano presentó una exposición en dos partes en las sucursales mexicanas de la galería Travesía Cuatro, en Guadalajara y Ciudad de México. Para este proyecto Urbano buscaba crear una ficción alrededor de las figuras del poeta español Federico García Lorca y el arquitecto mexicano Luis Barragán, Urbano creó replicas realistas de algunas de las plantas que pueden encontrarse en los jardines de Barragán y objetos propios de la poesía de Lorca, especulando un posible encuentro entre ambos cuando Barragán visitó la Alhambra en 1924.Urbano explica la intención del proyecto: "mi objetivo era transformar a los dos personajes en esculturas botánicas, y que pudieran tener un diálogo entre ellas."
Urbano colabora también con su pareja, el artista kosovar Petrit Halilaj, con quien a presentado proyectos conjuntos en instituciones como Ocean Space, Venecia (2023); la Bienal de Sídney (2024); MACBA, Barcelona (2024); entre otras. Ambos iniciaron su colaboración en 2012 con el fanzine Kush te tu ta?, una de las primeras publicaciones con temática queer en los Balcanes.

### Selección de exposiciones individuales
- Tableau Vivant, SculptureCenter, Nueva York, EUA (2024)[17]
- La eterna adolescencia, Tenerife Espacio de las Artes, Santa Cruz de Tenerife, España (2023)[18]
- Granada Granada, Travesía Cuatro, Guadalajara y Ciudad de México, México (2023)[19]
- The Great Rings of Saturn, Storefront for Art and Architecture, Nueva York, EUA (2021) [20]
- El despertar, La Casa Encendida, Madrid, España (2020)[21]

## Distinciones y residencias
- Villa Romana Prize, Florencia, Italia (2014)[22]
- Villa Empain, Boghossian Foundation, Bruselas, Bélgica (2016)[23]
- MAK Residency, Los Ángeles, Estados Unidos (2016-2017)